# MOF-5

ساختار سلول واحد MOF-5. کره زرد حجم منافذ را نشان می‌دهد. اکسیژن به رنگ قرمز، کربن با رنگ سیاه و هیدروژن با رنگ سفید. چهار ضلعی‌ها نشان دهنده هماهنگی BDC با مرکز روی است

MOF-5 که همچنین با نام IRMOF-1 نیز شناخته می‌شود در کنار HKUST-1 و MIL-53 شناخته شده‌ترین و بهترین ساختار برای مطالعه MOF است. MOF-5 یک ترکیب از دسته چارچوب‌های فلزی-آلی است. چارچوب‌های فلزی - آلی یا به اختصار (MOF) دسته‌ای از ترکیبات متشکل از یون‌های فلزی یا خوشه‌هایی است که با لیگاندهای آلی کوردینه شده و ساختارهای یک، دو یا سه بعدی ایجاد می‌کنند و دسته جدیدی از مواد نانومتخلخل به‌شمار می‌روند. MOF-5 دارای فرمول Zn 4 O (BDC) 3 است که در آنBDC=1,4-benzodicarboxylate است.

## تاریخچه
این ترکیب اولین بار در سال ۱۹۹۹ توسط گروه عمر مونس یاغی دانشمندی از دانشگاه میشیگان سنتز شد.